# Israel Joshua Singer

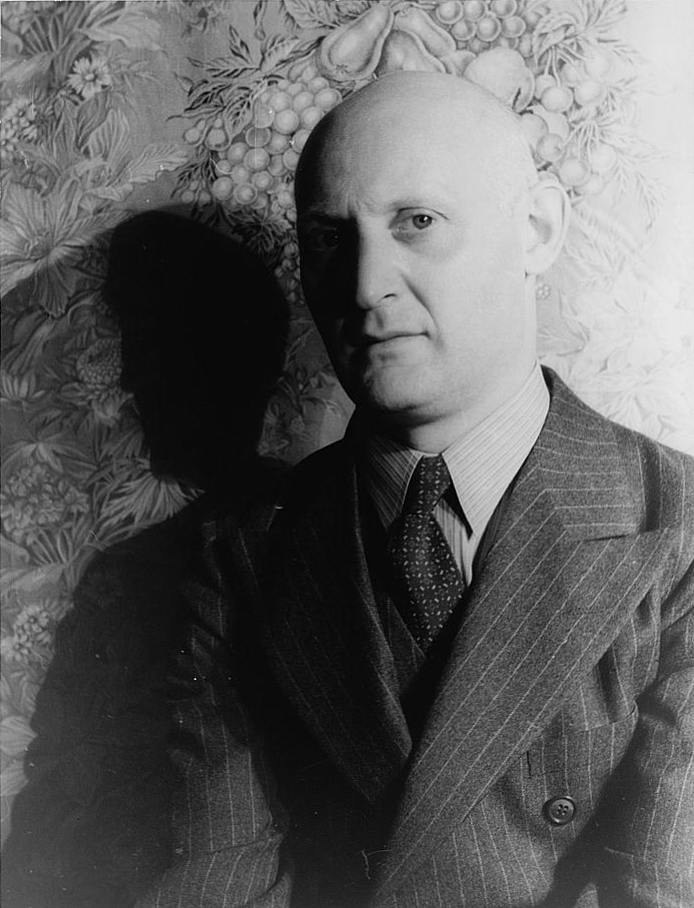
Israel Joshua Singer

Israel Joshua Singer (Yisroel Yehoshua Zinger) (Biłgoraj, 30 novembre 1893 – New York, 10 febbraio 1944) è stato uno scrittore polacco, autore yiddish.

## Biografia
Era figlio di Pinchas Mendl Zinger, rabbino e autore di commentari rabbinici, e di Basheva Zylberman. Suo fratello era lo scrittore Isaac Bashevis Singer, premio Nobel per la letteratura nel 1978, e sua sorella la scrittrice Esther Kreitman. Suo figlio Joseph fu uno dei più stretti collaboratori dello zio Isaac.
Singer collaborò con giornali in yiddish a partire dal 1916 (riviste come Literarishe Bleter e Khalyastre di Varsavia o Di naye tsayt di Kiev). Nel 1918 entrò a far parte del circolo letterario yiddish detto il Circolo di Kiev, e nel 1921 diventò corrispondente del giornale americano yiddish Forverts (ovvero il "The Jewish Daily Forward", oggi noto come "The Forward"). Dopo molti racconti scrisse il primo romanzo, Acciaio e ferro (il titolo di un'edizione in italiano è La fuga di Benjamin Lerner), nel 1927. Nel 1934 emigrò definitivamente negli Stati Uniti, dove continuò a scrivere in yiddish, traducendosi a volte da solo in inglese. Morì di trombosi a New York nel 1944, a soli 51 anni.
Le sue memorie Da un mondo che non c'è più (tradotte in italiano con il titolo La pecora nera) apparvero postume nel 1946. In Italia, dopo decenni in cui era stato quasi dimenticato, ha conosciuto un periodo di riscoperta in seguito alla pubblicazione de La famiglia Karnowski ed al successo riscontrato.

## Opere
- Lehm-Gruben, 1922
- Perle e altri racconti (Perl: un andere dertseylungen, 1922; trad. inglese: Pearl)
  - Perle e altri racconti, trad. di Luca Merlini, Collana Narrativa, Bagno a Ripoli, Passigli, 2015, ISBN 978-88-368-1476-3. [contiene: Perle; Dottor Georgie; Sender Prager; Uno straniero].
- Ljuk, 1924
- In terra straniera (1925, אױף פֿרעמדער ערד)
- La fuga di Benjamin Lerner (Shtol un Ayzn, 1927; trad. inglesi: Blood Harvest, 1935; Steel and Iron, 1969)
  - La fuga di Benjamin Lerner, trad. Marina Morpurgo, Collana Varianti, Bollati Boringhieri, Torino, 2015, ISBN 978-88-339-2710-7.
  - Acciaio contro acciaio, trad. Anna Linda Callow, Collana Biblioteca Adelphi n. 652, Adelphi, Milano, 2016, ISBN 978-88-459-3080-5.
- Nay Rusland. Bilder fun a Raize, 1928 (trad. inglese: New Russia, 1928)
  - La nuova Russia, trad. di Marina Morpurgo, Nota di Francesco Matteo Cataluccio, a cura di Elisabetta Zevi, Collana Biblioteca n.755, Milano, Adelphi, 2024, ISBN  978-88-4593-854-2.
- Yoshe Kalb (Josche Kalb, 1932; trad. inglesi: The Sinners, 1933; Yoshe Kalb, 1965)
  - Yoshe Kalb e le tentazioni, introduzione di Isaac Bashevis Singer, trad. Bruno Fonzi, Collana La ginestra n. 131, Longanesi, Milano, 1973; Collana I David n. 83, Editori Riuniti, 1984; Collana Carte riscoperte, Carte Scoperte Editore, Milano, 2005-2012, ISBN 88-7639-008-1;
  - Yoshe Kalb, a cura di Elisabetta Zevi, Collana Biblioteca n.620, Adelphi, Milano, 2014, ISBN 978-88-459-2868-0; Collana gli Adelphi n. 493, 2016, ISBN 978-88-4593-063-8.
  - Yoshe Kalb, con un'introduzione all'autore di Moni Ovadia, trad. di Clara Serretta e David Sacerdoti, Collana Classici moderni n.1, Newton & Compton, Roma, 2015, ISBN 978-88-541-7244-9.
- Di brider Ashkenazi, 1934-1935 (trad. inglese: The Brothers Ashkenazi, 1936):
  - I fratelli Ashkenazi, prefazione di Claudio Magris, trad. di Bruno Fonzi, Collana La Gaja Scienza n. 309 e n. 726, Longanesi, Milano, 1970-2004, ISBN 88-304-2182-0; Collana Romanzi e Racconti, Longanesi, Milano, 1986, ISBN 978-88-304-0621-6; Collana Varianti, Bollati Boringhieri, Torino, 2011, ISBN 88-339-2184-0.
  - I fratelli Ashkenazi, trad. di Bianca Francese e David Sacerdoti, Collana Classici Moderni n.2, Newton & Compton, Roma, 2015, ISBN 978-88-541-7245-6.
- Friling, 1937 (raccolta di racconti)
- Sender Prager, 1937; poi in The River Breaks Up
  - Sender Prager, trad. di Elisabetta Zevi, Collana Piccola Biblioteca Adelphi n. 677, Adelphi, Milano 2015 ISBN 978-88-4593-023-2.
- A oriente del giardino dell'Eden (Khaver Nakhmen, 1938; trad. inglese: East of Eden, 1939)
  - A oriente del giardino dell'Eden, trad. di Marina Morpurgo, Collana Varianti, Bollati Boringhieri, Torino, 2015, ISBN 978-88-339-2633-9.
- La famiglia Karnowski (Di mishpokhe Karnovski, 1943; trad. inglese: The Family Carnovsky, 1969)
  - La famiglia Karnowski, trad. di Anna Linda Callow, Collana Biblioteca n.602, Adelphi, Milano, 2013, ISBN 978-88-459-2771-3; Collana gli Adelphi, Adelphi, 2015, ISBN 978-88-459-2963-2.
  - La famiglia Karnowski, trad. di Martina Rinaldi e David Sacerdoti, Collana Classici moderni n.3, Newton Compton, Roma, 2015, ISBN 978-88-541-7248-7.
- Fun a velt vis iz nishto mer (postumo, 1946; trad. inglese: Of a World That Is No More, 1970)
  - Di un mondo che non c'è più, trad. di Marina Morpurgo, Collana Varianti, Bollati Boringhieri, Torino, 2015, ISBN 978-88-339-2664-3.
  - Da un mondo che non c'è più, trad. di Bianca Francese e David Sacerdoti, Newton Compton, Roma, 2016, ISBN 978-88-5418-580-7.
  - La pecora nera, trad. di Anna Linda Callow, Collana Biblioteca Adelphi n. 633, Adelphi, Milano, 2015, ISBN 978-88-459-2972-4.
- Dertseylungen, 1949 (raccolta postuma di racconti; trad. inglese: Stories, 1949)
- The River Breaks Up. A Volume of Stories (1938, 1966) [racconti]
  - Una primavera tardiva. Tutti i racconti, trad. di Monica Capuani, Collana Varianti, Bollati Boringhieri, Torino, 2015, ISBN 978-88-3392-714-5. [contiene anche: Perle, Cava d'argilla, La città vecchia, Sender Prager, Sabbia, Pentimento, Sangue, Uno straniero, Paralisi, Terra straniera, Luke, Dottor Georgie]
- Sulla Vistola, trad. di Sofia Dilaghi e Luca Merlini, Collana Narrativa, Bagno a Ripoli, Passigli, 2015, ISBN 978-88-3681-508-1. [contiene: Era scritto, Preghiera, Sabbia, Espiazione, Primavera tardiva, Paralizzata, Magda]
- Giorni d'estate, trad. di Sofia Dilaghi e Luca Merlini, Collana Narrativa, Bagno a Ripoli, Passigli, 2016, ISBN 978-88-3681-529-6. [contiene anche: Sangue, Malasorte, Cave di argilla, Al cheder]
- Sulle rive del Mar Nero, trad. di Sofia Dilaghi e Luca Merlini, Collana Narrativa, Bagno a Ripoli, Passigli, 2016, ISBN 978-88-3681-536-4.  [contiene anche: Lucas, Alla stazione di Bachmac, Terra straniera, Partenza]
- Nella città vecchia, trad. di Luca Merlini, Collana Le occasioni, Bagno a Ripoli, Passigli, 2016, ISBN 978-88-3681-528-9.
- Tra le montagne, trad. di Sofia Dilaghi, Collana Le occasioni, Bagno a Ripoli, Passigli, 2016, ISBN 978-88-3681-540-1.
- Dottor Georgie, trad. di L. Merlini, Collana Le occasioni, Bagno a Ripoli, Passigli, 2017, ISBN 978-88-368-1622-4.
- Ebrei di campagna, trad. di Sofia Dilaghi, Collana Le occasioni, Bagno a Ripoli, Passigli, 2017, ISBN 978-88-3681-566-1.
- La stazione di Bakhmatch, in Isaac Bashevis Singer, L'ultimo capitolo inedito de La famiglia Mushkat, introduzione e traduzione di Erri De Luca, Collana I Narratori, Feltrinelli, Milano, novembre 2013, ISBN 978-88-0703-068-0.
- Era scritto, trad. di L. Merlini, Collana Le occasioni, Bagno a Ripoli, Passigli, 2024, ISBN 978-88-368-2051-1.
- Willy, trad. di Enrico Benella, Collana Diaspora, Firenze, Giuntina, 2024, ISBN 979-12-556-9023-8.